# Sérgio Muniz
Sergio Aurélio de Oliveira Muniz é um cineasta brasileiro.

## Textos do autor
- Aos participantes da reunião de 20/03/79 com Jack London. São Paulo, 1979. 2 p.
- Cine directo: anotaciones. Cine Cubano, La Habana, v.7, n.45/46, p.35-7, 1967. il.
- Cinema direto: anotações. Mirante das Artes, n.1, p.44, jan.-fev. 1967. il.
- Curta-metragem: estudo em fins de 1979. 1979. 24 p.
- Roda e outras estórias é cinema de cordel. Artes, São Paulo, v.1, n.4, p.1, fev. 1966.
- Uma escola de cinema com identidade definida. Comunicação e Política na América Latina, Rio de Janeiro, v.12, n.18/19, p.57-62, 1993. [2]